# Thrinax
Thrinax é um género botânico pertencente à família Arecaceae.
1. ↑  «Thrinax — World Flora Online». www.worldfloraonline.org. Consultado em 19 de agosto de 2020